# Kerlon
Kerlon Moura Souza dit Kerlon, né le 27 janvier 1988 à Ipatinga, est un footballeur brésilien. Il a mis un terme à sa carrière le 20 octobre 2017.

## Carrière

### Ses débuts au Brésil
Évoluant au poste d'avant-centre, il est vite repéré pour son habileté et sa technique avec son ballon : de manière originale, il n'hésite pas à effectuer des courses en avant en faisant des jongles de la tête (drible da foquinha en portugais, le seal dribble ou « dribble de l'otarie »). 
La technique et la vivacité de Kerlon lui permettent d'effacer les défenses adverses avec facilité. De fait, Kerlon crée un engouement autour de lui (médias, clubs) et beaucoup lui prédisent le même avenir que Ronaldinho ou Ronaldo. Le 25 mai 2005, il signe un premier contrat professionnel le liant jusqu'en 2009 à son club formateur, le Cruzeiro EC.
Il débute sous le maillot brésilien en 2005, à l'occasion du championnat d'Amérique du Sud des moins de 17 ans au Venezuela. Il terminera meilleur buteur de la compétition et sera élu meilleur joueur de ce même tournoi. De nombreux clubs européens, comme Manchester United, l'Inter Milan, le Paris Saint-Germain ou le Milan AC notamment, envoient leurs recruteurs afin de le superviser. 
Il ne marque aucun but en championnat du Brésil lors de la saison 2006 et doit attendre le 25 février 2007 pour inscrire son premier but professionnel, lors de la victoire 4-1 de son équipe contre Ituiutaba. 
Lors de deux interviews réalisées en 2007, il déclare que son plus grand rêve est de jouer au Paris Saint-Germain.
En janvier 2008, le Brésilien est victime d'une rupture du ligament croisé antérieur du genou gauche, ce qui l'écarte des terrains pour au moins 6 mois.

### Son arrivée en Europe
Après avoir signé un contrat en faveur de l'Inter Milan lors de l'été 2008, il est immédiatement prêté à l'équipe italienne du Chievo Vérone pour une durée d'un an, l'Inter n'ayant plus de place pour un nouveau joueur extra-communautaire.
Au Chievo, Kerlon ne fait que quatre apparitions en Série A pour un total de 67 minutes seulement. Malgré cette saison perturbée par sa condition physique, l'Inter Milan décide néanmoins de prolonger son contrat jusqu'en 2012. 
Au mercato d'été 2009, il est de nouveau prêté pour une durée d'un an, cette fois-ci au club hollandais de l'Ajax Amsterdam. Lors de son séjour aux Pays-Bas, Kerlon est de nouveau victime, en novembre 2009, d'une grave blessure au genou qui le tient éloigné des terrains pendant plus d'un an.

### Retour au Brésil
En janvier 2011, l'Inter de Milan décide de le prêter cette fois-ci à un club brésilien, le Parana, pour une durée de 6 mois. Il y dispute 4 matchs dans le cadre du championnat d’État du Paranaense.
À un an du terme de son contrat à l'Inter Milan, Kerlon s'engage en juillet 2011 avec un autre club brésilien, le Nacional de Nova Serrana, situé dans l’État du Minas Gerais. Toujours affecté par des problèmes physiques et notamment aux genoux, Kerlon n'y joue qu'un seul match.

### Son départ vers le Japon
Un an plus tard, Kerlon s'engage avec le Fujieda MYFC, club évoluant en J3 League, la 3e division japonaise. Lors de sa première saison, il marque 3 fois et délivre 7 passes décisives en seulement 8 matches. La saison suivante, il dispute 14 matches et marque 6 buts. 
Victime d'une nouvelle blessure au genou, le club ne lui renouvelle pas son contrat et c'est sur un bilan de 22 matchs pour 9 buts marqués qu'il quitte le Japon en janvier 2014.

### 2015: nouveaux challenges
Après être retourné au Brésil subir une nouvelle fois de la chirurgie pour son genou, Kerlon s'engage en mars 2015 avec le club américain de Miami Dade FC (en), club évoluant en American Premier Soccer League (en).
Kerlon participe avec son nouveau club au championnat APSL (en) printemps/été qui se déroule d'avril à août. Il contribue aux bons résultats de son équipe en marquant un doublé contre Miami National Soccer Club le 11 juillet, un but en quarts de finale de play-offs, contre Alianza Miami FC le 18 juillet, et un but lors de la défaite 5-3 en demi-finale de play-offs, contre Boca Raton FC, futur vainqueur du championnat.
Après cette courte période aux États-Unis, Kerlon découvre un nouveau championnat en signant en août au Sliema Wanderers FC, club évoluant en 1re division maltaise.
Il fait ses débuts le 12 septembre, lors de la 3e journée contre Pembroke Athleta FC (en), en entrant en jeu à la 68e minute. Pour sa 1re titularisation, le 19 septembre, Kerlon marque le but vainqueur à la 73e minute contre le Mosta FC.
Il dispute son dernier match sous ses couleurs maltaises le 1er décembre 2015 contre le leader du championnat, le Valetta FC. Titulaire, il marque sur penalty son deuxième but de la saison à la 65e minute pour réduire le score à 2-4 en faveur du Valetta FC.

### Villa Nova AC
Début 2016, Kerlon signe un contrat pour le club brésilien de Villa Nova AC jusqu'au 15 mai 2016. Dans le club de la ville de Nova Lima, il évolue notamment au côté de l'ancien international brésilien Mancini et de l'ancien international polonais Roger Guerreiro.
Peu après sa signature, Kerlon participe à 2 matchs amicaux: le 17 janvier contre Cruzeiro Esporte Clube et le 23 janvier contre l'équipe de Minas Boca. Le contrat de Kerlon est finalement enregistré et publié dans le bulletin de la Confédération brésilienne de football le 23 février.
Pour son premier match officiel, le 28 février, il entre en jeu à la 72e minute contre Boa Esporte Clube lors de la 5e journée du championnat du Minas Gerais. Villa Nova remporte facilement cette rencontre à domicile sur le score de 3-0.

### Spartak Trnava et retraite
En décembre 2016, il rejoint le club slovaque du Spartak Trnava.
En octobre 2017, il met un terme à sa carrière,.

### La «foquinha» fait débat
La foquinha est mal vue par les défenseurs adverses. Les nombreux coups francs, penalties, cartons jaunes et cartons rouges que Kerlon a provoqués grâce à ce dribble font débat au Brésil.
Parmi les joueurs en activité, l'appui est timide et vient essentiellement des équipiers du petit milieu de dix-neuf ans. 
L'ex-Bordelais et Marseillais Eduardo Costa, aujourd'hui au Vasco de Gama, explique un sentiment quasi général : « C'est vrai que c'est joli pour les spectateurs, ceux qui sont devant leur télé... Mais dans un match chaud comme celui-là, face à un adversaire qui est en train de perdre, c'est déjà plus compliqué. »
Beaucoup moins diplomate, le défenseur de Fluminense Luiz Alberto, ex Saint-Étienne et Real Sociedad, prévient Kerlon : « S'il tente ça face à moi, je le démonte. J'utilise des coups de capoeira s'il le faut. Ce dribble est une insulte aux joueurs qui sont en face. »
À la décharge de Kerlon, de nombreuses grandes figures du foot, notamment Pelé, Ronaldinho et Zinédine Zidane ont vivement encouragé Kerlon à continuer à faire ce superbe geste en match, et ont encouragé tout joueur capable à le faire.
Le Roi Pelé est sorti plusieurs fois de sa réserve « pour féliciter ce joueur, qui fait preuve de courage et d'habileté avec un tel dribble et pour l'inciter à tenter cette action, encore et toujours. »

### Palmarès
- Vainqueur du Championnat d'Amérique du Sud des moins de 17 ans 2005 (Brésil).

### Distinctions personnelles
- Meilleur buteur du Championnat d'Amérique du Sud des moins de 17 ans 2005.
- Meilleur joueur du Championnat d'Amérique du Sud des moins de 17 ans 2005.